# Gastromyzon aequabilis
Gastromyzon aequabilis är en fiskart som beskrevs av Tan 2006. Gastromyzon aequabilis ingår i släktet Gastromyzon och familjen grönlingsfiskar. Inga underarter finns listade i Catalogue of Life.